# Tunyogi Orsi
Tunyogi Orsolya (Budapest, 1975. november 16. –) magyar énekesnő és vokalista.

## Élete
Tunyogi Péternek (a P. Mobil és a Tunyogi Rock Band egykori tagjának) a lánya. Két testvére van: Tunyogi Bernadett színésznő és egy fiútestvér, aki táncművész, koreográfus és jelmeztervező. Orsi énekelte a Való Világ című valóságshow 2. szériájának a főcímdalát is. Az esküvője 2005. szeptember 17-én volt. Azóta egy kisfia és egy kislánya is született.

## Diszkográfia

### Szólólemezek
| Év   | Album                               | Legmagasabb helyezés                   | Minősítés |
| Év   | Album                               | MAHASZ Top 40 album- és válogatáslemez | Minősítés |
| ---- | ----------------------------------- | -------------------------------------- | --------- |
| 1997 | Ha lemegy a Nap - Megjelenés: 1997  | 7                                      |           |
| 1998 | Minden csepp méz - Megjelenés: 1998 | -                                      |           |
| 2001 | 7 másodperc - Megjelenés: 2001      | -                                      |           |